# Charles I. Faddis

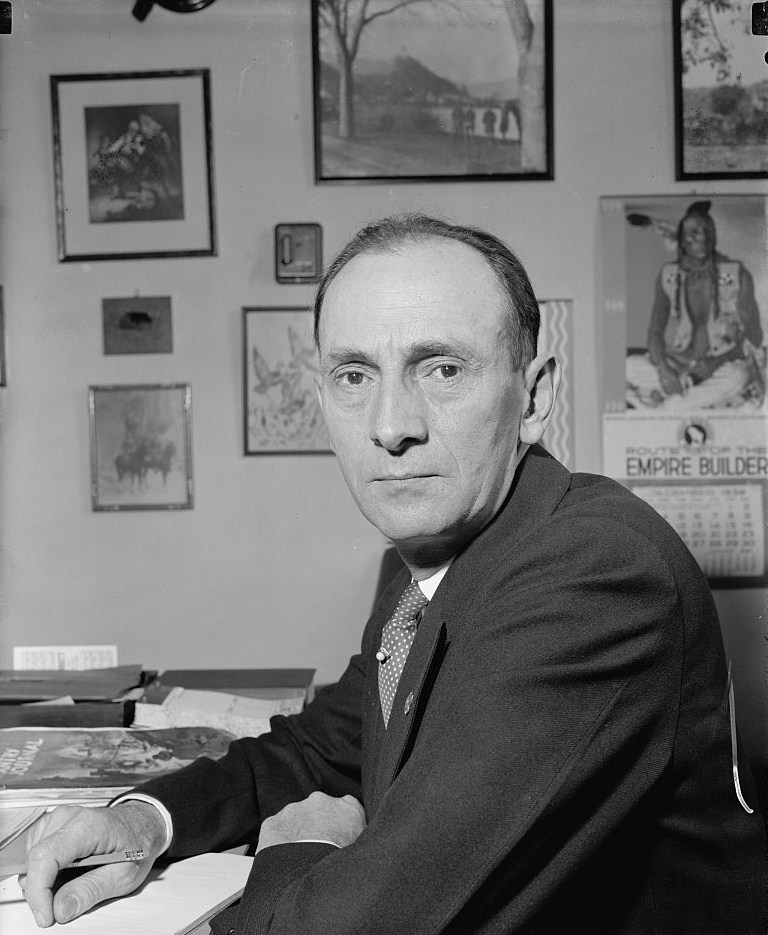
Charles I. Faddis

Charles Isiah Faddis (* 13. Juni 1890 in Loudonville, Ashland County, Ohio; † 1. April 1972 in Mazatlán, Mexiko) war ein US-amerikanischer Politiker. Zwischen 1933 und 1942 vertrat er den Bundesstaat Pennsylvania im US-Repräsentantenhaus.

## Werdegang
Im Jahr 1891 zog Charles Faddis mit seinen Eltern nach Waynesburg in Pennsylvania, wo er die öffentlichen Schulen und das Waynesburg College besuchte. 1915 absolvierte er die landwirtschaftliche Schule des Pennsylvania State College. Ein Jahr später diente er als Feldwebel der Nationalgarde von Pennsylvania während eines Grenzkonflikts mit Mexiko. Während des Ersten Weltkrieges diente er in einer Infanterieeinheit der US Army. Dabei stieg er bis zum Oberstleutnant auf. Nach dem Ende des Kriegs gehörte er zu den amerikanischen Besatzungstruppen in Deutschland; er erhielt in dieser Zeit das Purple Heart. Zwischen 1919 und 1926 war Faddis als Bauunternehmer in Waynesburg tätig. Im Jahr 1930 absolvierte er die United States Army Command and General Staff School in Fort Leavenworth (Kansas). Von 1926 bis 1933 war er auch als Makler von Öl- und Gasfeldern tätig.
Politisch schloss sich Faddis der Demokratischen Partei an. Bei den Kongresswahlen des Jahres 1932 wurde er im 25. Wahlbezirk von Pennsylvania in das US-Repräsentantenhaus in Washington, D.C. gewählt, wo er am 4. März 1933 die Nachfolge des Republikaners Henry Wilson Temple antrat. Nach vier Wiederwahlen konnte er bis zu seinem Rücktritt am 4. Dezember 1942 im Kongress verbleiben. Während seiner Zeit im Kongress wurden dort bis 1941 die New-Deal-Gesetze der Roosevelt-Regierung verabschiedet. 1935 wurden erstmals die Bestimmungen des 20. Verfassungszusatzes angewendet, wonach die Legislaturperiode des Kongresses jeweils am 3. Januar endet bzw. beginnt. Seit 1941 war auch die Arbeit des Kongresses von den Ereignissen des Zweiten Weltkrieges geprägt.
Im Jahr 1942 wurde Faddis von seiner Partei nicht mehr zur Wiederwahl nominiert. Er trat noch vor Ablauf seiner letzten Legislaturperiode von seinem Mandat zurück, um wieder in die Army einzutreten und am Zweiten Weltkrieg teilzunehmen. Dabei erreichte er den Rang eines Obersts. Auch in diesem Krieg wurde er mit dem Purple Heart sowie dem Bronze Star ausgezeichnet. Nach dem Krieg züchtete er Hereford-Rinder. Außerdem war er im Öl-, Gas- und Kohlegeschäft tätig. Charles Faddis starb am 1. April 1972 im mexikanischen Mazatlán und wurde in Rogersville (Pennsylvania) beigesetzt.